# Pileolaria heteropoma
Pileolaria heteropoma är en ringmaskart som först beskrevs av Zibrowius 1968.  Pileolaria heteropoma ingår i släktet Pileolaria och familjen Serpulidae. Arten har ej påträffats i Sverige. Inga underarter finns listade i Catalogue of Life.